# 白百合学園幼稚園
白百合学園幼稚園（しらゆりがくえんようちえん）は、東京都千代田区九段北二丁目にある私立幼稚園。女子校である。

## 沿革
- 1878年 - フランスのシャルトル聖パウロ修道女会の3人の修道女が函館に来日。
- 1904年 - 女子仏学校付属幼稚園開設
- 1910年 - 仏英和高等女学校付属幼稚園に改称。
- 1913年 - 大火により全焼
- 1923年 - 関東大震災により再度全焼。
- 1927年 - 九段の現在の敷地に新校舎完成、移転。
- 1935年 - 白百合高等女学校付属幼稚園に改称。
- 1945年 - 連合国軍の米軍機による東京への大規模な空襲により校舎が全焼。
- 1947年 - 学制改革により、白百合学園幼稚園を設置。
- 1977年 - 幼稚園新園舎落成

## 制服
冬服・夏服ともにセーラー服。

## 著名な出身者
- 小堀杏奴 - 随筆家（森鷗外の次女）
- 会田幸恵 - フリーアナウンサー、元愛媛朝日テレビアナウンサー
- 高野直子 - 朝日放送社員、元アナウンサー
- 秋元玲奈 - テレビ東京アナウンサー
- 野村彩也子 - TBSアナウンサー
- 松たか子 - 女優
- 藤村はる美 - バイリンガルMC、女優（松たか子とは幼稚園からの同級生である）

## 系列校（白百合学園）
- 白百合学園中学校・高等学校
- 白百合学園小学校

## 系列校
- 函館白百合学園
- 盛岡白百合学園
- 仙台白百合学園
- 八代白百合学園
- 函嶺白百合学園
- 白百合女子大学（かつては白百合短期大学だった）
- 仙台白百合女子大学（かつては仙台白百合短期大学だった）

## 姉妹校
- 学校法人湘南白百合学園
  - 湘南白百合学園幼稚園